# Мейкон, Альберт
Альберт Мейкон (англ. Albert Macon; 15 февраля 1920, Сосайети Хилл, Алабама, США — 12 мая 1993, Сосайети Хилл, Алабама, США) — американский блюзовый музыкант, гитарист и автор песен. Номинант Blues Music Awards вместе с Робертом Томасом (Robert «Man» Thomas, р. 1929, Хартсборо, округ Рассел, Алабама — ум. ?) в номинации «Альбом традиционного блюза» (1982)

## Биография
Родившийся в Алабаме гитарист и певец Альберт Мейкон начал играть на губной гармошке в возрасте 10 лет, а затем выучился играть на гитаре у своего отца Бастера Мейкона, и в дальнейшем исполнял ту же музыку, которую называл «буги-блюз». Певец выступал в районах восточной Алабамы и западной Джорджии на домашних вечеринках и в школах. с начала 1950-х годов и в течение всей карьеры выступал и записывался также с гитаристом и певцом Робертом Томасом, вплоть до смерти. Этот дуэт открыл исследователь блюза Джордж Митчелл в конце 1970-х годов, по инициативе которого несколько песен дуэта вошли в состав сборника, выпущенного на Fat Possum Records. Он же в 1981 году способствовал выпуску единственного альбома дуэта и последующих гастролей в Голландии и остальной Европе, оказавшихся не очень удачными. Большая карьера у дуэта не состоялась, музыканты продолжали выступления на региональном уровне. Так, в 1991 году он выступал на Alabama Folklife Festival в Монтгомери, Алабама.
Альберт Мейкон всю жизнь проработал водителем автобуса.
В 1993 году Альберт Мейкон умер от почечной недостаточности, развившейся вследствие пулевого ранения.

## Дискография

### Синглы и EP
- 1980: Lower Chattahoochie Valley: The George Mitchell Collection, в составе сборника (Fat Possum Records).

Песни Мейкона и Томаса переизданы отдельным синглом в 2008 году
- 1984: National Down Home Festival vol.3, в составе концертного сборника (Swingmaster Records)

### LP
- 1981: Blues And Boogie From Alabama (Swingmaster Records)